# Rivière à Veillet
Pour les articles homonymes, voir Veillet.
La rivière à Veillet (désignée autrefois rivière à Veillette) est située dans la municipalité régionale de comté Des Chenaux, dans la région administrative de la Mauricie, dans la province de Québec, Canada. 

## Géographie
Prenant sa source dans la moraine de Saint-Narcisse, ce ruisseau de la Batiscanie coule vers le sud sur 11,3 km, au pied de la grande moraine (ligne montagneuse s'étendant en parallèle au fleuve Saint-Laurent, dans le sens est-ouest). Ce cours d'eau se déverse dans la rivière Batiscan, à Sainte-Geneviève-de-Batiscan.
Le bassin versant de la rivière à Veillet couvre 37 km2. La haute-vallée de la rivière à Veillet a été la quatrième aire de colonisation de la seigneurie de Batiscan (après les abords du fleuve Saint-Laurent, de la rivière Batiscan et de la rivière à la Lime), au début du XVIIIe siècle. 

## Toponymie
« Le nom Rivière-à-Veillet désigne un ruisseau qui coule sur le territoire de la municipalité de Saint-Prosper-de-Champlain et de la municipalité de la paroisse de Sainte-Geneviève-de-Batiscan, en Mauricie. Plus précisément, ce ruisseau, d’une longueur d’environ 13 km, prend sa source au pied de la moraine de Saint-Narcisse et coule en direction sud, jusqu’à son embouchure dans la rivière Batiscan. »

— Commission de toponymie Québec.
Le nom Rivière à Veillet a été officialisé le 14 août 1997 à la Banque des noms de lieux de la Commission de toponymie du Québec.

### Tragédies de l'histoire
L’histoire de la Rivière à Veillet est marquée par une série de catastrophes: grandes crues, inondations, éboulis, bris aux digues/barrages, emportement de ponts... La débâcle de 1730 a emporté le pont de bois situé à une centaine de pieds de l'embouchure de l'embouchure de la rivière à Veillet, soit près du site de la première chapelle. Le pont fut reconstruit en juin. La pire tragédie a été celle du 1er mai 1877 alors qu'un éboulis fit cinq morts et détruisit le moulin à farine.

## Photos

Sainte-Geneviève-de-Batiscan
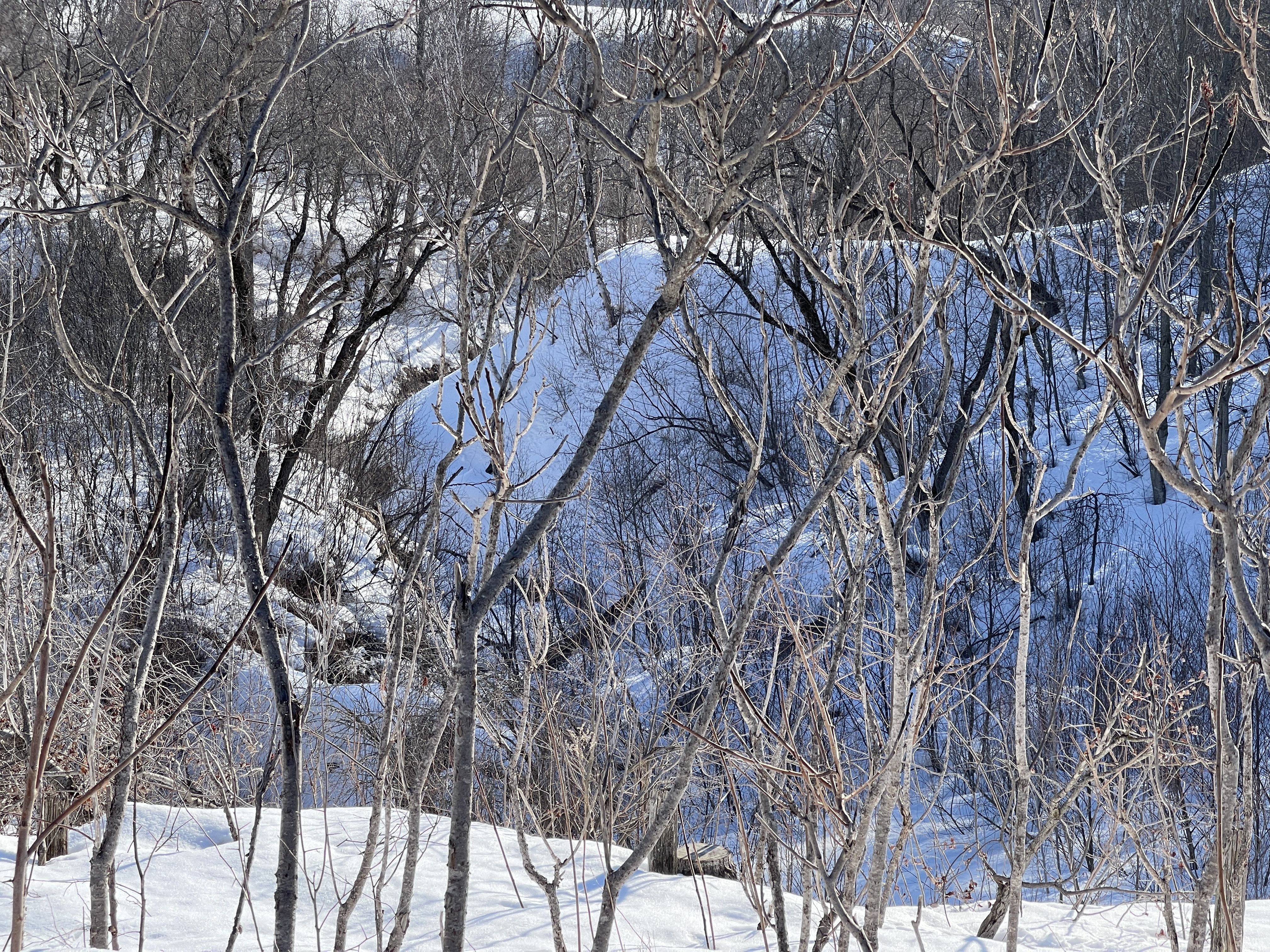
Petit affluent de la Rivière à Veillet
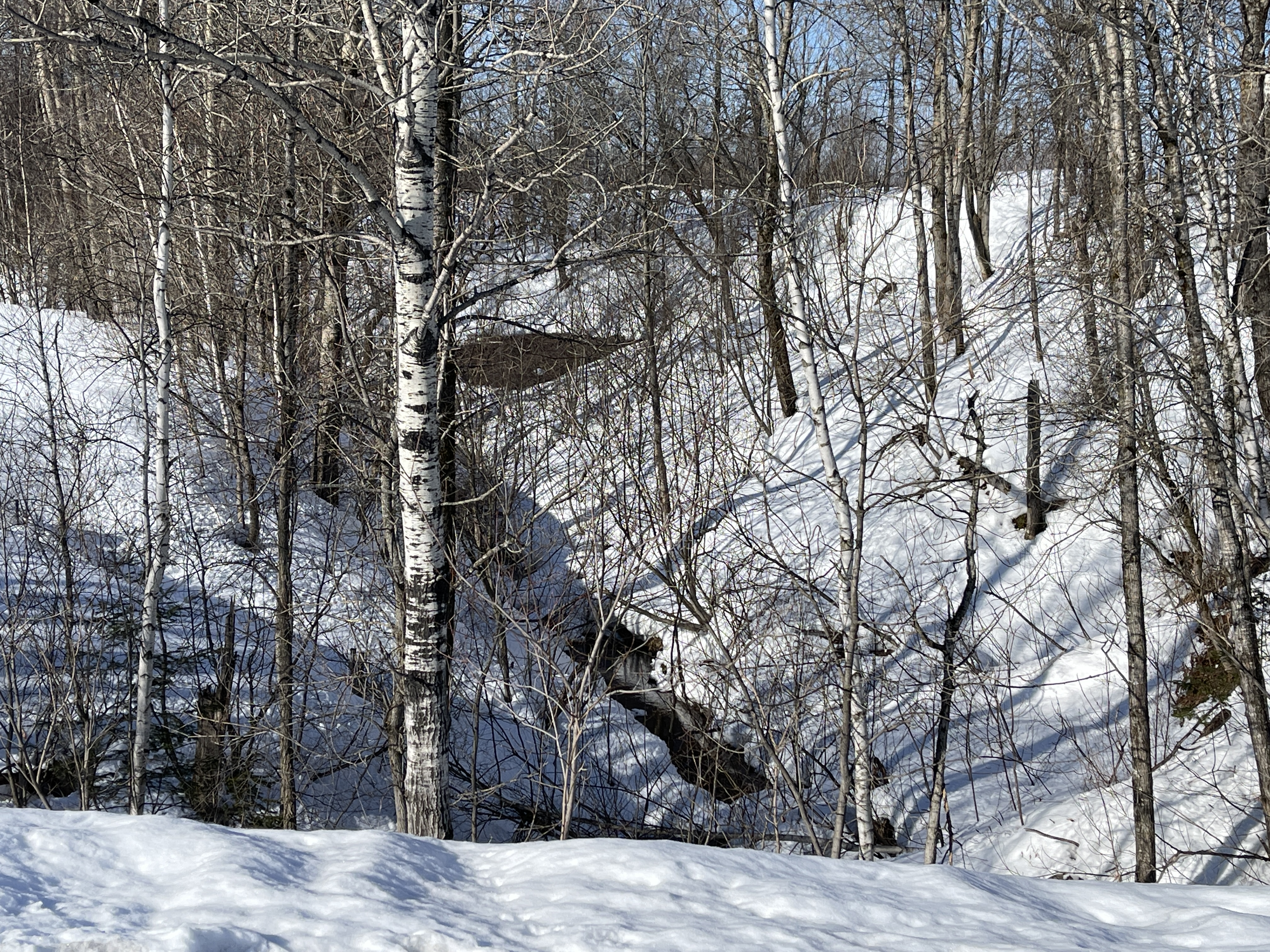
Petit affluent de la Rivière à Veillet
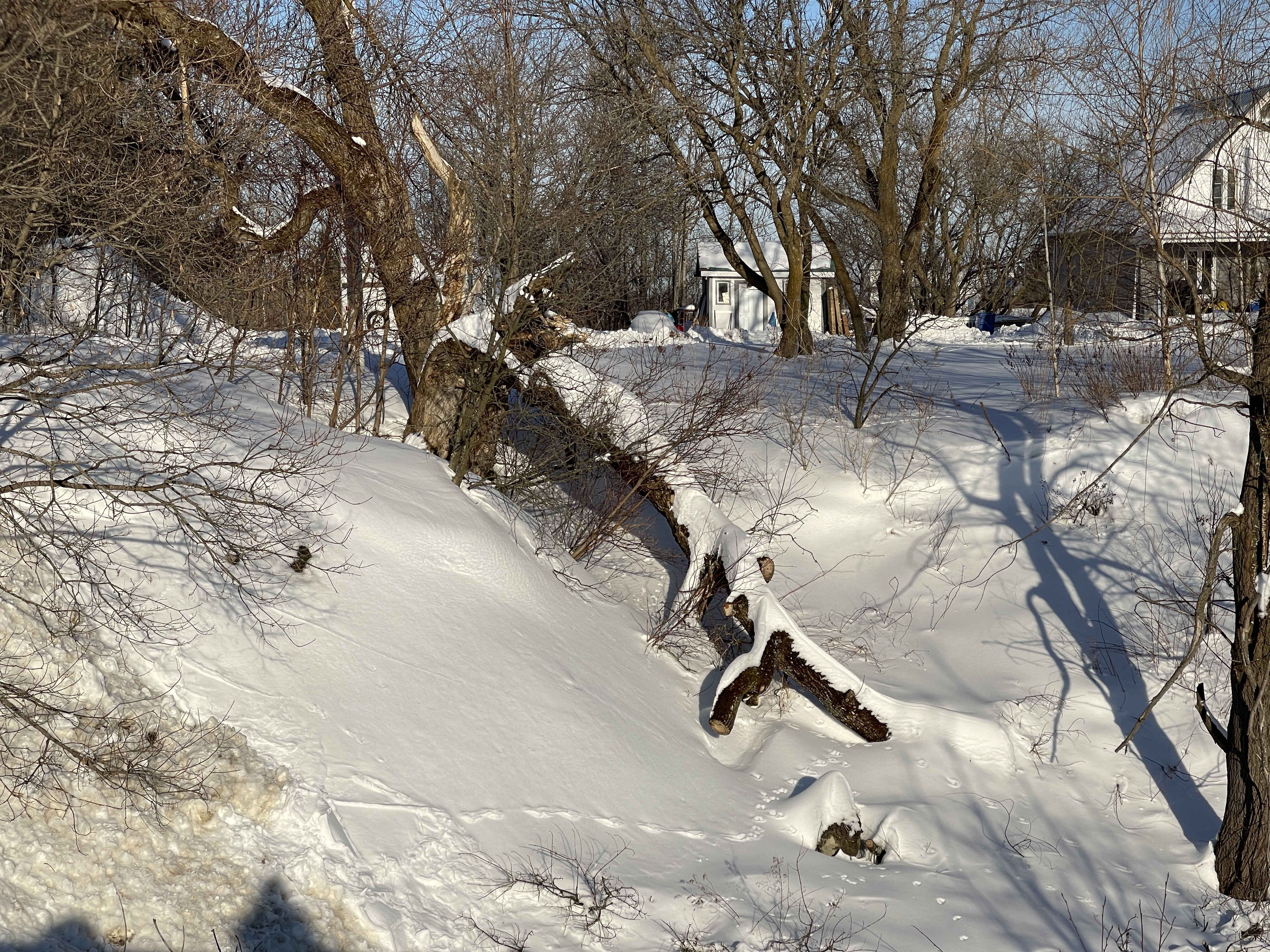
Rivière à Veillet
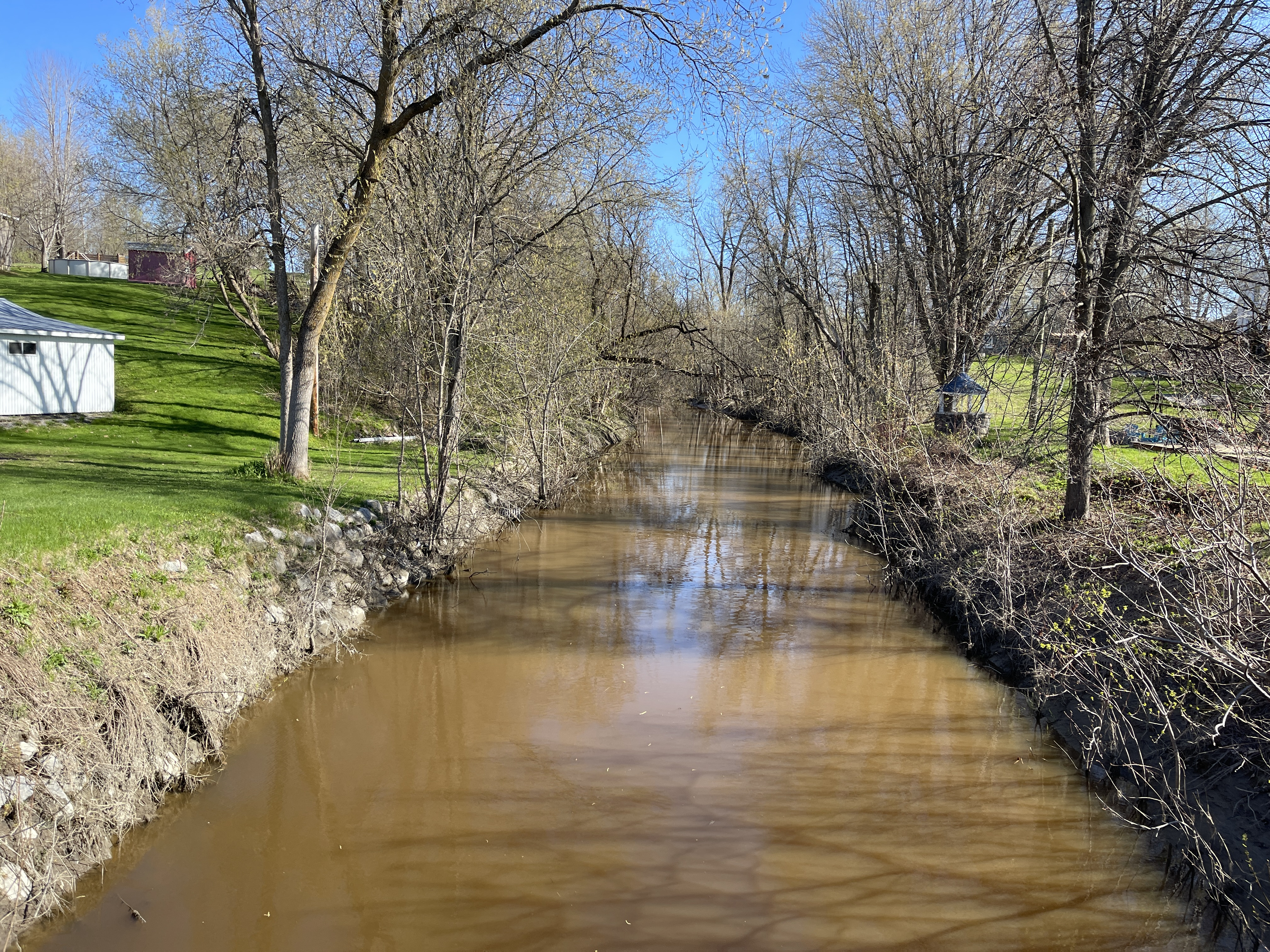
Rivière à Veillet près de son embouchure, du pont 16746